# Erik Nordenfelt
Erik Olof Nordenfelt, född 22 juni 1938 i Lund, död där 17 maj 2024, var en svensk läkare, universitetslärare och ämbetsman.
Erik Nordenfelt, som var son till Olof Nordenfelt och Runa, född Granér, blev medicine licentiat 1966, medicine doktor i Lund 1971 på avhandlingen Australien-antigen och hepatit med speciell hänsyn till förekomst och betydelse av förlängt bärarskap av antigenet och docent vid Lunds universitet 1972. Han var överläkare vid kliniskt virologiska avdelningen på Malmö allmänna sjukhus 1981–1989, professor i virologi i Lund 1989–1994, chefsöverläkare vid kliniskt mikrobiologiska laboratoriet på Lunds lasarett 1990–1994 och generaldirektör för Smittskyddsinstitutet 1994–2000. I sistnämnda befattning efterträddes han av Ragnar Norrby.
Nordenfelt var ledamot av Läkarförbundets centralstyrelse 1978–1982, ordförande i Svenska Läkaresällskapets sektion för medicinsk mikrobiologi 1989–1991, i Socialstyrelsens vetenskapliga råd 1994–1995 samt styrelseledamot i Statens veterinärmedicinska anstalt från 1994 och Läkemedelsverket från 1995.